# Gouvernement ad-Dāliʿ
Ad-Dāliʿ (arabisch الضالع, DMG aḍ-Ḍāliʿ) ist eines der 22 Gouvernements des Jemen. Es liegt im Südwesten des Landes.
Ad-Dāliʿ hat eine Fläche von 4.786 km² und ca. 673.000 Einwohner (Stand: 2017). Das ergibt eine Bevölkerungsdichte von 141 Einwohnern pro km².